# St. Elisabeth (Hude)

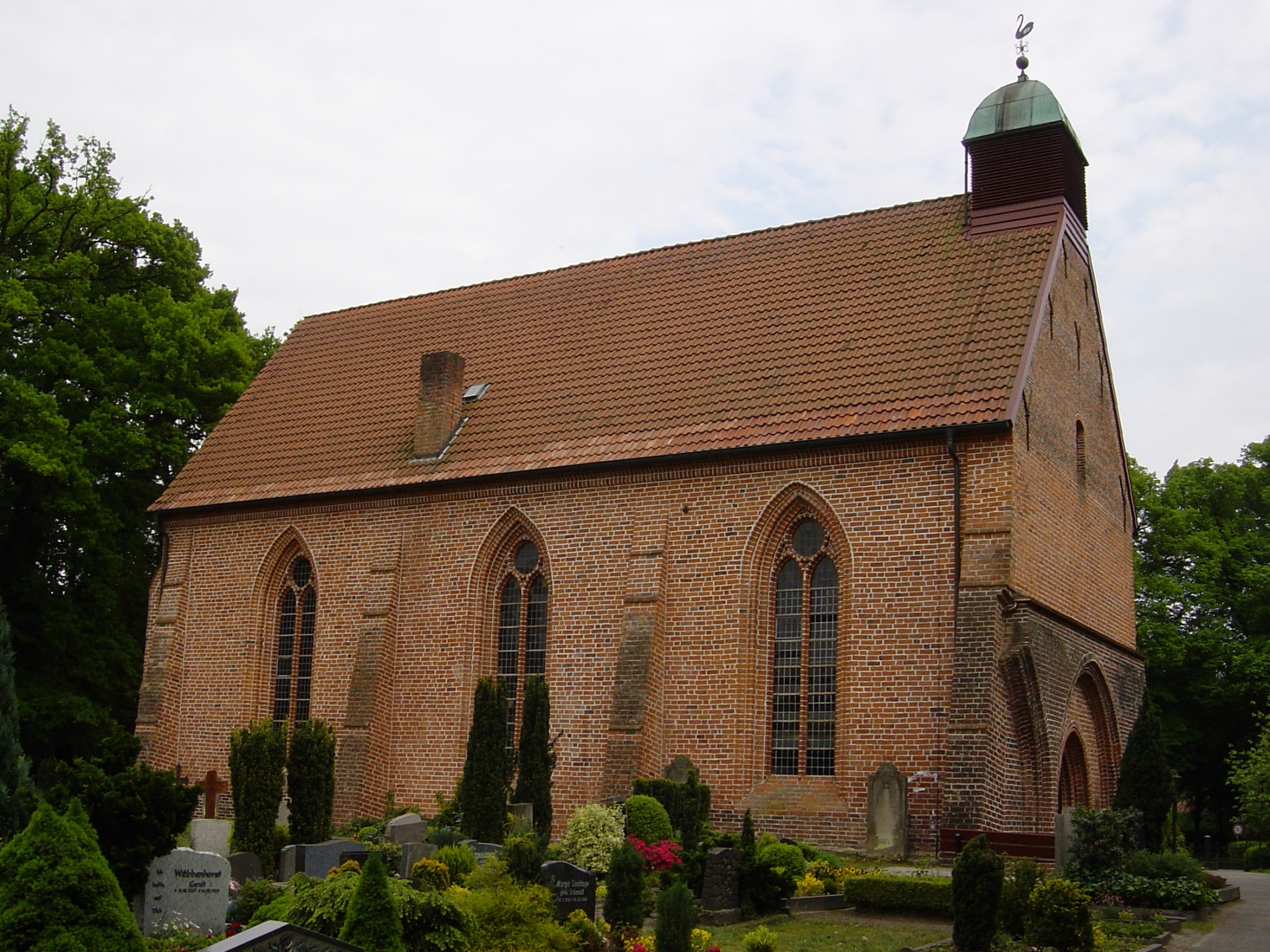
St. Elisabeth

Die evangelisch-lutherische denkmalgeschützte Kirche St. Elisabeth steht in Hude, einer Gemeinde im Landkreis Oldenburg von Niedersachsen. Die Kirchengemeinde gehört zum Kirchenkreis Delmenhorst/Oldenburg Land in der Evangelisch-Lutherischen Kirche in Oldenburg.

## Beschreibung
Die ehemalige Torkapelle des Klosters Hude, eine frühgotische Saalkirche mit Mauerwerk aus Klosterformatsteinen, dient seit etwa 1548 als evangelische Pfarrkirche. Sie hat einen geraden Abschluss des Chors. Das gewölbte Kirchenschiff, dessen Längswände durch Strebepfeiler gestützt werden, ist mit einem Satteldach bedeckt, aus dem sich im Westen ein Giebelreiter erhebt, in dem eine von Goteke Klinghe 1488 gegossene Kirchenglocke hängt. An den Längsseiten des Kirchenschiffs sind zweibahnige Lanzettfenster, und zwar Maßwerkfenster mit einem Kreis an der Spitze. In der Chorgiebelwand befindet sich ein dreibahniges Maßwerkfenster mit Lanzettbogenabschlüssen; die Neuverglasung wurde im Jahre 2022 nach ornamentalen Entwürfen des Künstlers Günter Grohs realisiert.
Die drei Joche des Innenraums sind mit einem vierteiligen Kreuzrippengewölbe mit gebusten Kappen überspannt. Die Dienste der Wände tragen lediglich die Schildbögen, die Gewölberippen und Gurte sitzen auf den Konsolen. 
Im Innenraum befinden sich Wandmalereien aus der Entstehungszeit. Im Chorgewölbe sind Christus in der Mandorla, die thronende Maria mit Kind und ein heiliger König dargestellt, an der Stirnwand die heilige Katharina und Elisabeth. Im 2. Joch ist Jonas und der Walfisch, im 3. Joch hl. Martin, der Sündenfall und die Eherne Schlange zu sehen. 24 kleine Reliefs eines gotischen Altars mit Szenen aus dem Neuen Testament von der Verkündigung bis zum Pfingstfest im neuen Rahmen stammen aus der 1. Hälfte des 14. Jahrhunderts. Ein Triumphkreuz ist vom Anfang des 16. Jahrhunderts. Die Kanzel ist mit 1672 datiert. Am Kanzelkorb stehen zwischen Säulen die 4 Evangelisten.

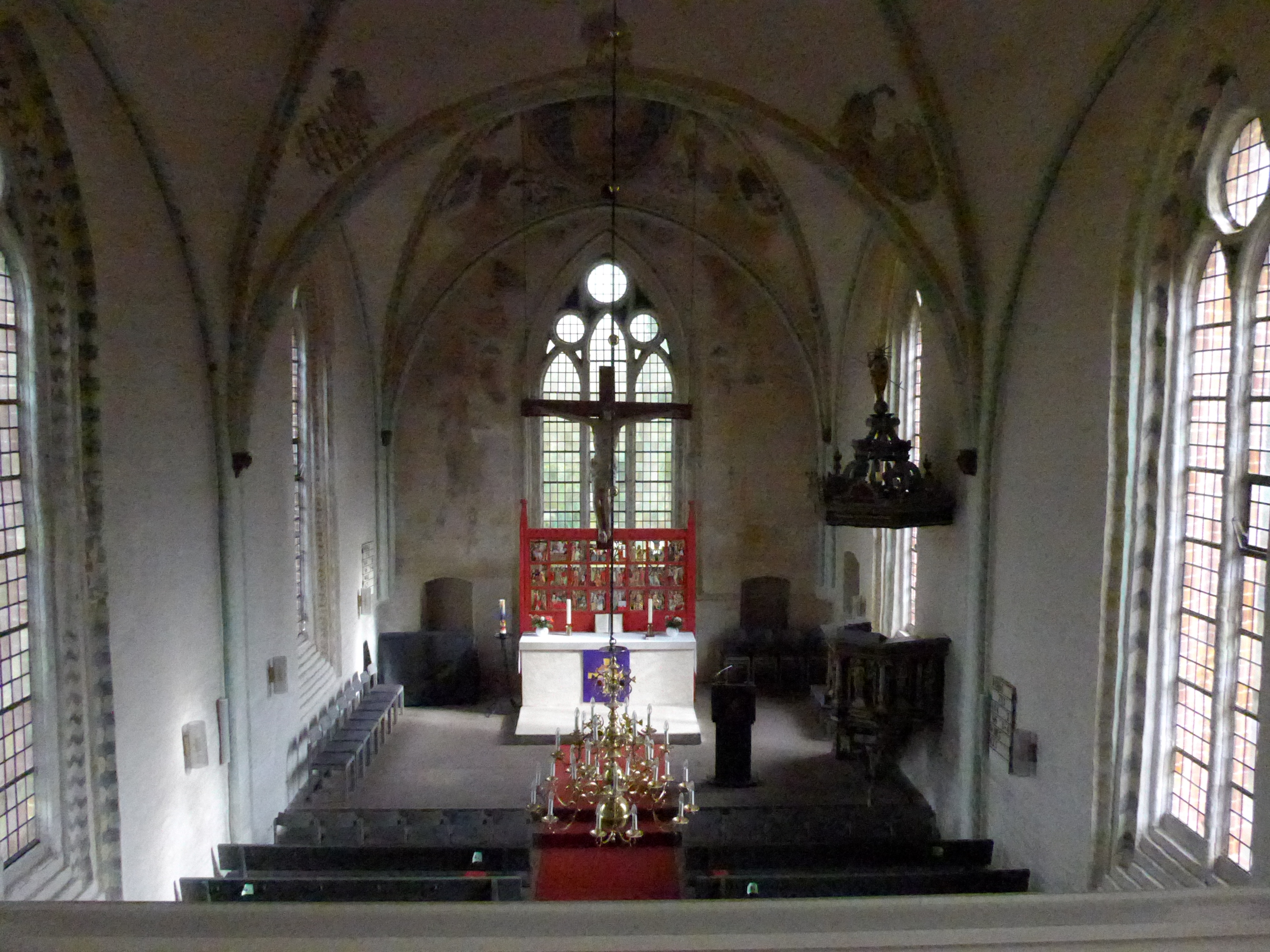
Inneres nach Osten
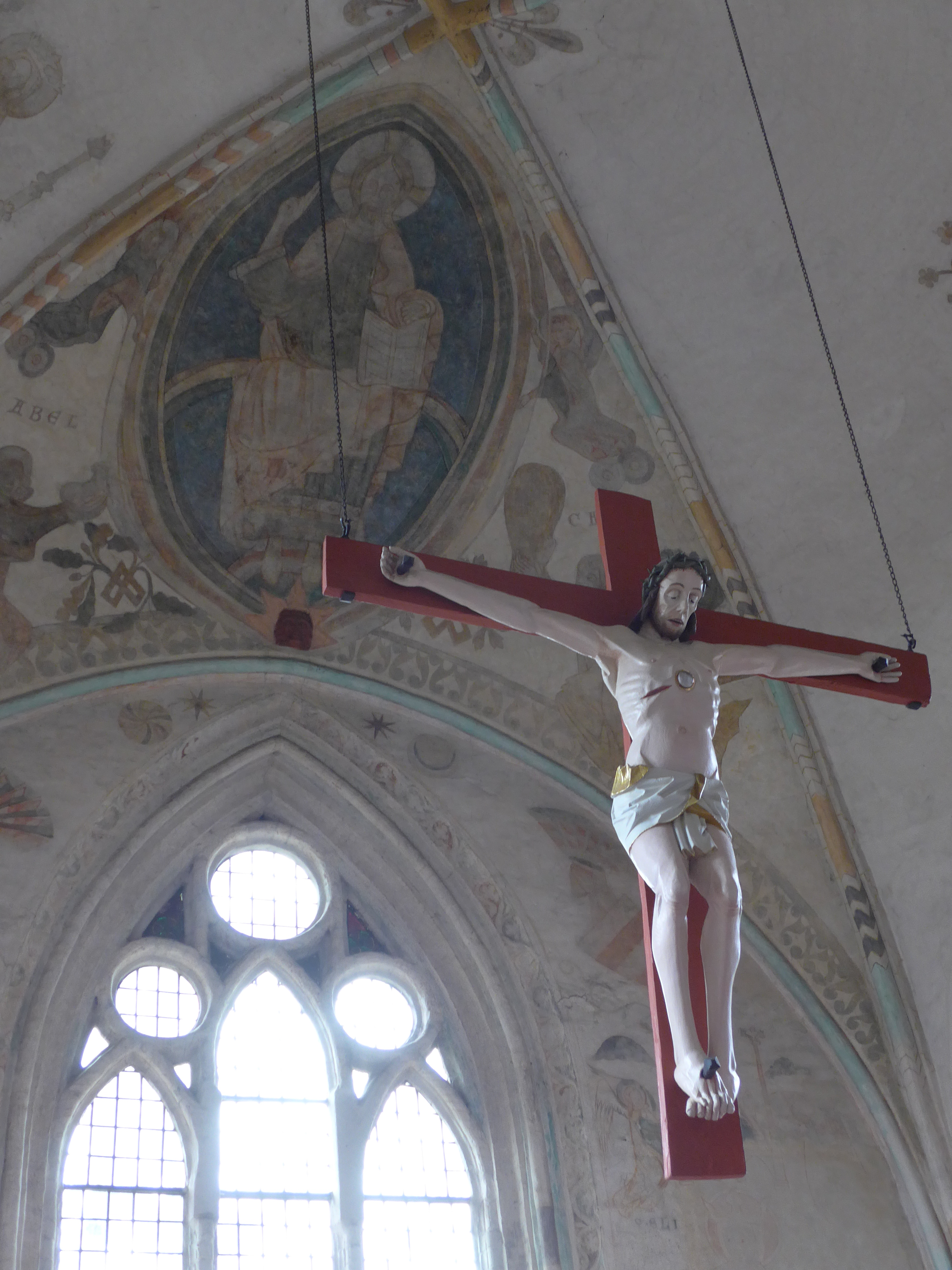
Triumphkreuz und Chorgewölbemalerei
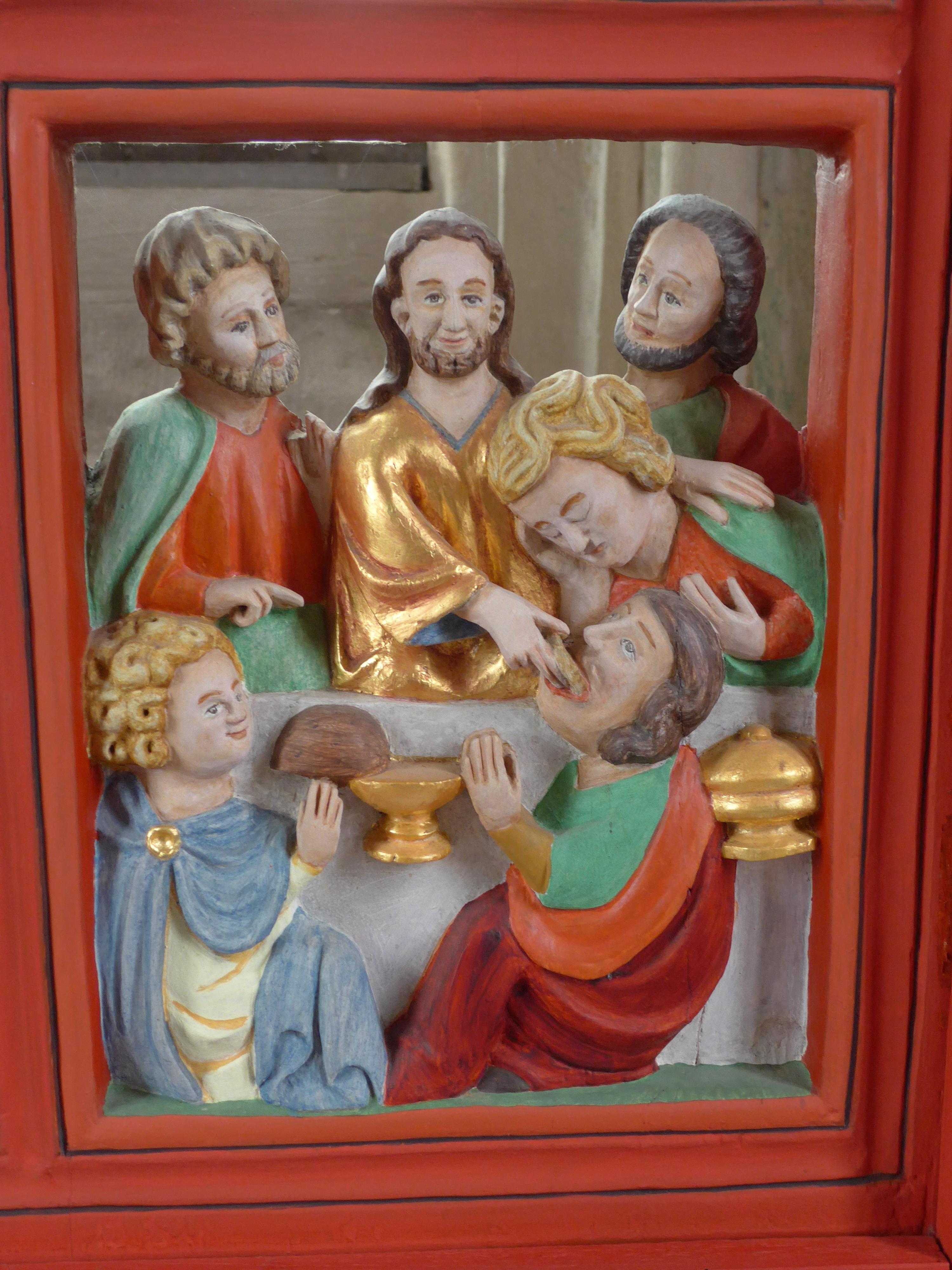
Abendmahl. Eines von 24 Feldern des Retabels
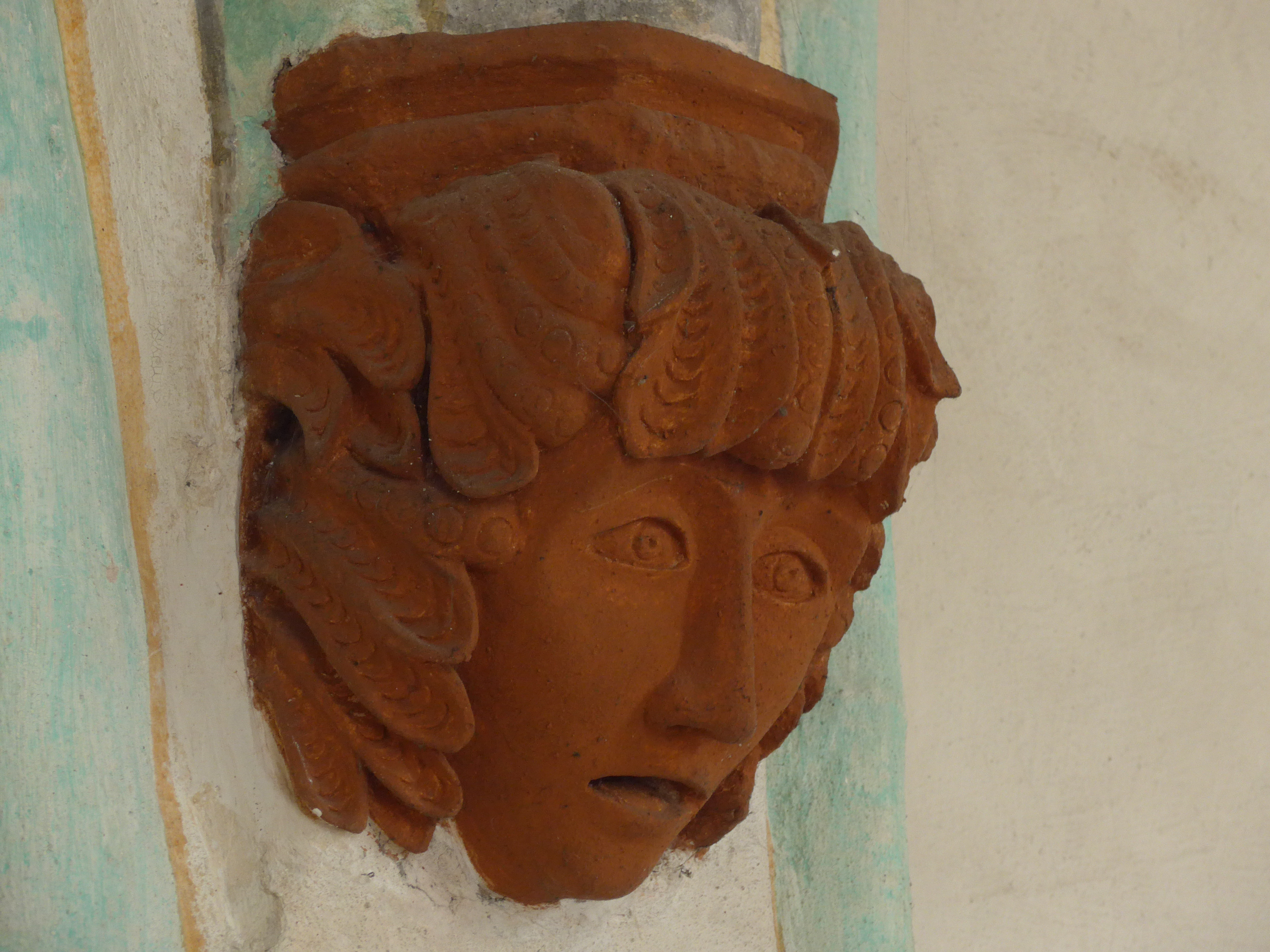
Konsole von der inneren Nordwand, Gebrannter Ton, um 1200